# 879 (numero)
Ottocentosettantanove (879) è il numero naturale dopo l'878 e prima dell'880.

## Proprietà matematiche
- È un numero dispari.
- È un numero composto con 4 divisori: 1, 3, 293, 879. Poiché la somma dei suoi divisori (escluso il numero stesso) è 297 < 879, è un numero difettivo.
- È un numero semiprimo.
- È un numero nontotiente in quanto dispari e diverso da 1.
- È un numero malvagio.
- È un numero intero privo di quadrati.
- È un numero congruente.
- È parte delle terne pitagoriche (204, 855, 879), (879, 1172, 1465), (879, 42920, 42929), (879, 128772, 128775), (879, 386320, 386321).

## Astronomia
- 879 Ricarda è un asteroide della fascia principale del sistema solare.
- NGC 879 è un galassia irregolare della costellazione della Balena.

## Astronautica
- Cosmos 879 è un satellite artificiale russo.